# Еурипил
Еурипил (грч. Εὐρύπυλος) је у грчкој митологији било име више личности.

## Етимологија
Име Еурипил има значење „широк оклоп“ или „широке вратнице“.

## Митологија
- Према Аполодору[2], био је краљ острва Кос, син Посејдона и Астипалеје, који се успротивио Херакловом доласку на његово острво. Због тога га је Херакле убио, као и његове синове, а кћерку Халкиопу (коју је имао са Клитијом), повео је са собом.[3]
- Учесник у тројанском рату, син Тесалца Еуемона или Дексамена, краља Олена, према Паусанији и Опе, према Хигину.[2] Према неким изворима, Еуеменов и Дексаменов син су две различите личности.[4] Након разарања Троје, приликом поделе плена, Еурипилу је припао ковчезић, загонетног садржаја за Грке, а који је са намером да нашкоди Грцима оставила Касандра. Када је Еурипил отворио ковчезић, угледао је свете ствари; Дионисов кип, Хефестово дело и Зевсов дар Дардану. Због тога што је видео све то, био је кажњен лудилом. Трагајући за леком за своју болест, дошао је у Делфе, где му је проречено да ће оздравити када наиђе на људе који на неуобичајен начин приносе жртву. Он је заиста и наишао на такве људе у Патрасу. Тамошњи становници су Артемиди сваке године приносили као жртву најлепшу девојку и најлепшег младића због светогрђа свештенице Комето. Њима је проречено да ће казна престати онда када се појави странац са кипом демона. То је био Еурипил, који се и сам на тај начин ослободио сопствене казне.[3]

- Син Телефа и Пријамове сестре Астиохе, који је морао да поштује очеву заклетву да се никада неће борити против Грка и зато није желео да учествује у тројанском рату. Међутим, његова мајка, коју је брат поткупио, успела је да га наговори да ипак помогне Тројанцима и он је погинуо од Неоптелемове руке, претходно убивши Махаона.[3][2] Осим Астиохе, као његова мајка се помињала и Лаодика и Аргиопа. Поменут је у Хомеровој „Одисеји“, али су о њему писали и други аутори попут Диодора и Хигина.[5]
- Краљ Кирене у Либији, син Посејдона и Атлантове кћерке Келене, кога су сматрали братом бога Тритона или његовом инкарнацијом. У доба његове владавине, Аполон се заљубио у нимфу Кирену, а сам Еурипил се заљубио у Хелијеву кћерку Стеропу са којом је имао синове Ликаона и Леукипа. Он је Аргонауту Еуфему даровао груду земље као знак да ће Еуфемови потомци населити Кирену.[3]
- Аполодор га је поменуо као једног од ловаца на Калидонског вепра, Тестијев син кога је Мелеагар убио због расправе око коже ове животиње.[6]
- Један од Пенелопиних просилаца из Дулихијума, кога је поменуо Аполодор.[7]
- Теменов син, који је заједно са својом браћом платио неким младићима да убију његовог оца.[8]
- Син Херакла и Еуботе, Теспијеве кћерке. Поменуо га је Аполодор.[4]
- Еуристејев син, кога је, као и његову браћу, Перимеда и Еурибија, убио Херакле. Наиме, када је Херакле довео Кербера њиховом оцу, Еуристеј је принео жртву, при чему је Хераклу дао део намењен робовима, а својим рођацима најбоље комаде. Зато их је Херакле побио у „праведном бесу“.[1]